# سوق الأربعاء (لعجاجرة)
سوق الأربعاء هي إحدى مشيخات المملكة المغربية، تتبع جغرافيا لإقليم مولاي يعقوب وإداريًا للعجاجرة. يقدر عدد سكانها بـ 7092 نسمة حسب الإحصاء الرسمي للسكان والسكنى لسنة 2004.